# Montipora capitata
Montipora capitata е вид корал от семейство Acroporidae. Видът е почти застрашен от изчезване.

## Разпространение
Разпространен е в Австралия, Американска Самоа, Вануату, Индия, Индонезия, Кирибати, Мавриций, Мадагаскар, Малайзия, Малки далечни острови на САЩ, Маршалови острови, Мианмар, Микронезия, Науру, Нова Каледония, Палау, Папуа Нова Гвинея, Провинции в КНР, Самоа, Сингапур, Соломонови острови, Тайван, Тайланд, Тувалу, Фиджи, Филипини и Япония.